# Macropsinae
Macropsinae  (лат.) — подсемейство прыгающих насекомых из семейства цикадок (Cicadellidae).

## Описание
Тело узкое, длина 2-6 мм. Развиваются на древесно-кустарниковой растительности (Oncopsis — на берёзовых, Macropsidius — на сложноцветных).
Некоторые представители подсемейства Macropsinae (а также Adelungiinae) на призывной сигнал самцов издают звуки (высокоамплитудные продолжительные трели пульсов), напоминающие, по-сути, расстановку помех и заглушающие соперника. При этом они даже не приближаются друг к другу и не демонстрируют агрессивного поведения.

## Систематика
26 родов, 550 видов.
В Европе 5 родов. Некоторые роды подсемейства:.
- Hephathus Ribaut, 1952
- Macropsidius Ribaut, 1952
- Macropsis Lewis, 1834
- Oncopsis Burmeister, 1838
- Pediopsis Burmeister, 1838
- Pediopsoides Mats.